# Bakincy
Bakincy (Бакинцы) è un film del 1938 diretto da Viktor Aleksandrovič Turin.